# 医生 (星际旅行)
紧急医疗全息程序（Emergency Medical Hologram，EMH），又称作医生（The Doctor），是电视系列剧《星际旅行：航海家号》的一名角色。由罗伯特·皮卡尔多扮演。

## 紧急医疗全息程序
紧急医疗全息程序是由星际联邦开发的一种电脑模拟的全息影像程序。在2470年以后，紧急医疗全息程序被普遍地应用在了星际联邦的各式星舰上。安装在航海家号上的紧急医疗全息程序是第一代程序，以一名人类男性的形象与人进行交互。紧急医疗全息程序仅被设计用于处理紧急医疗情况，以协助主医官挽救患者。
然而，航海家号在2371年被守护者拖进银河系的第四象限，原先的主医官在途中丧命。由于航海家号远离第一象限七万光年之远而无法对人员进行补充；因此航海家号的舰长凯瑟琳·珍妮薇任命航海家号的“紧急医疗全息程序”为艦上的主醫官。紧急医疗全息程式只能短时间处于运行状态，但他在与船员们的互动中发展并形成了完善的人格，展现出了电脑程序所具有的潜力。
本來由於醫生只是個全息程式，所以只能在有全息成象設備的地方出現（全息甲板、醫療室等），但劇中後來使用了29世紀的設備，讓醫生能自由活動，甚至能夠到艦外。